# Priego

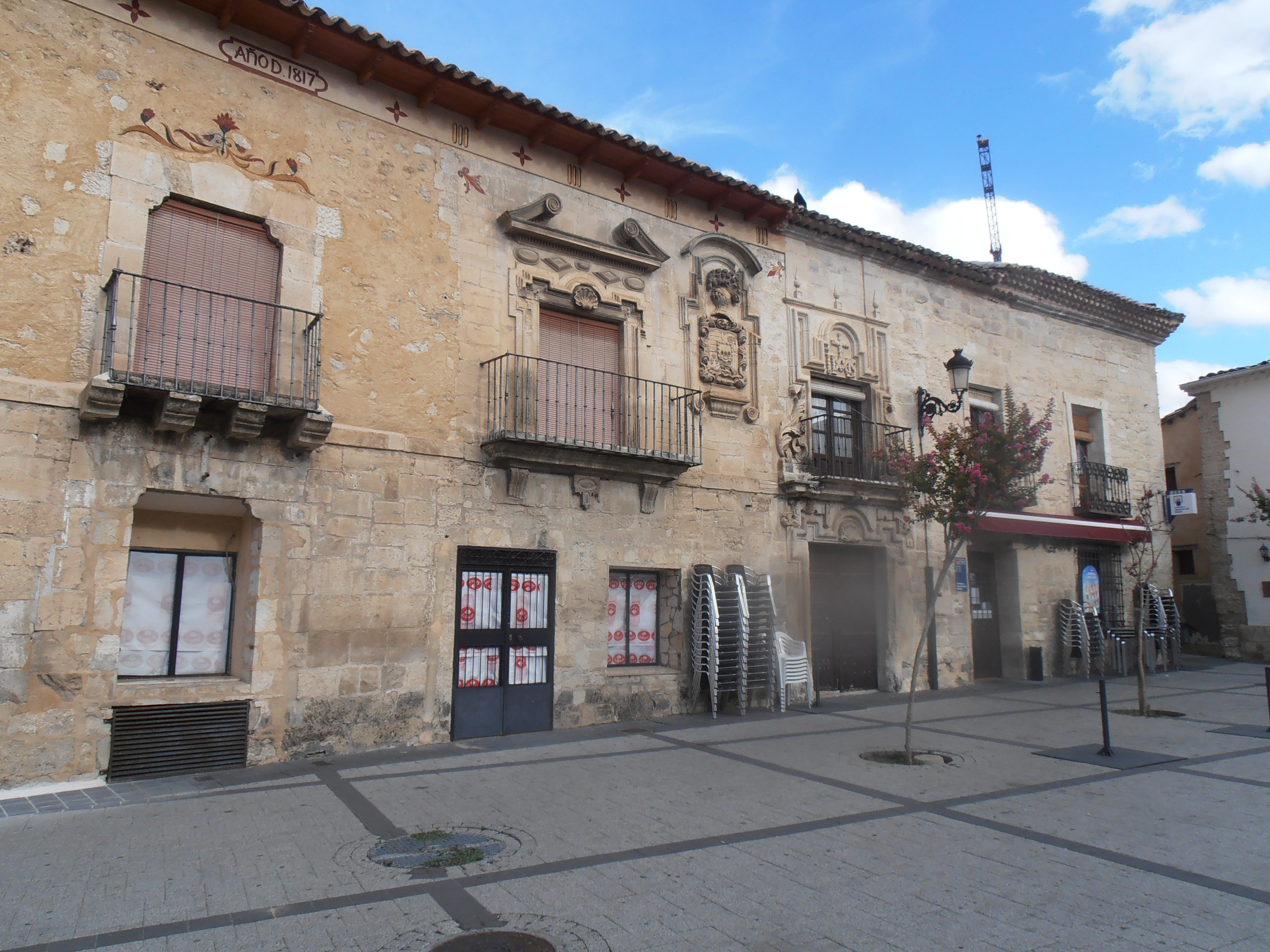
Edifici senyorial a la plaça Major de Priego

Priego és un municipi de la província de Conca a la comunitat autònoma de Castella la Manxa, situat al nord de la província a 58 km de Conca. Té una superfície de 80,91 i en el cens de 2007 tenia 1114 habitants. El codi postal és 16800.

## Demografia
| 1991 |  | 1996 |  | 2001 |  | 2004 |  | 2007 |
| ---- |  | ---- |  | ---- |  | ---- |  | ---- |
| 1132 |  | 1025 |  | 994  |  | 1052 |  | 1114 |

## Economia
El poble té dos macro-granges.

## Personatges il·lustres

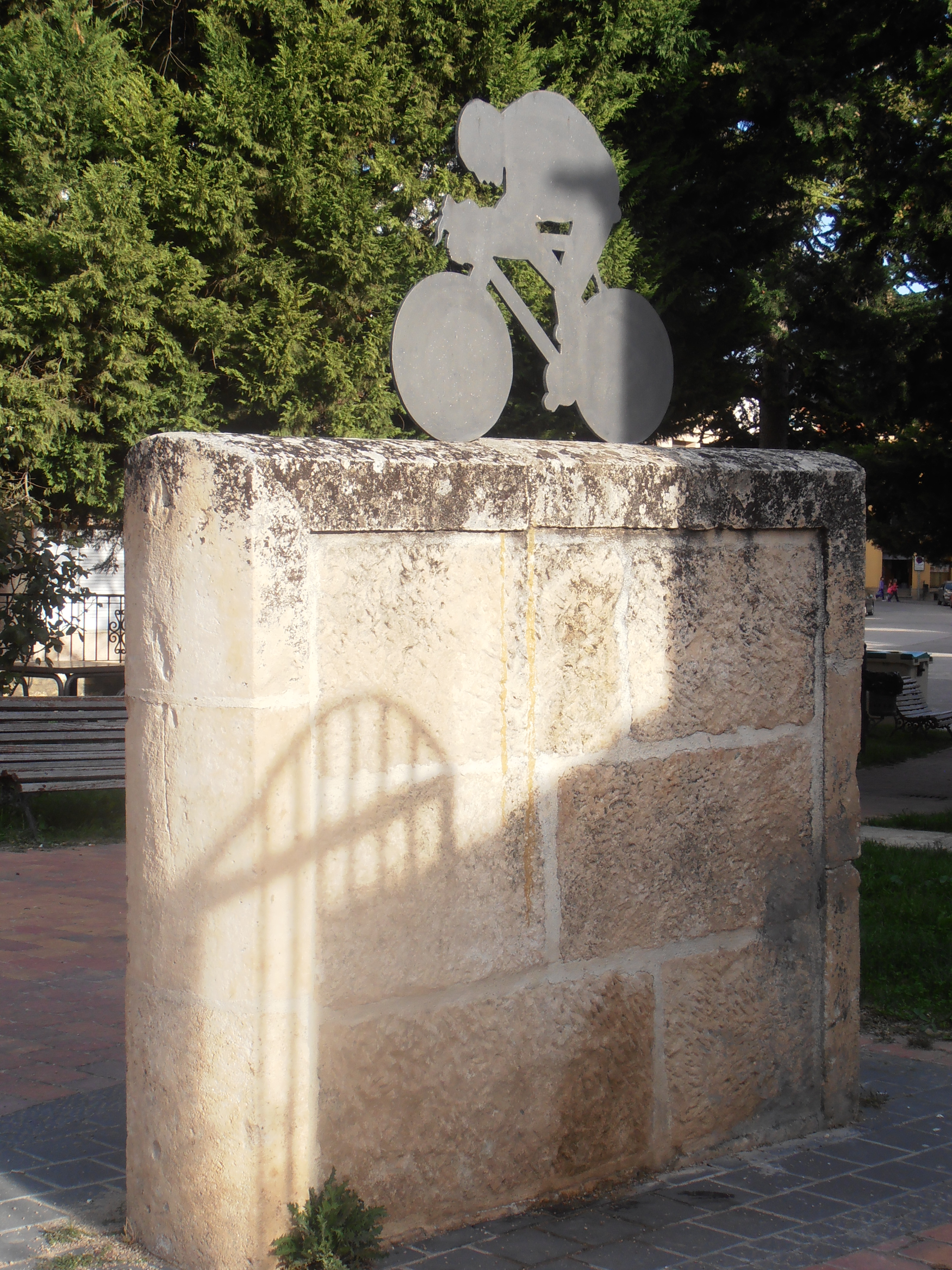
Monument al ciclista Luis Ocaña

- Luis Ocaña, ciclista